# Àngel Jové i Jové
Àngel Jové i Jové   (Lleida, 1940 - Girona, 18 d'octubre de 2023) va ser un artista multidisciplinari català.

## Biografia
Àngel Jové va néixer en plena postguerra a l'antic Hostal del Sol de la plaça Sant Joan de Lleida, on va iniciar estudis d'arquitectura. El 1964 formà part del Grup Cogul, col·lectiu artístic que va reivindicar primer l'informalisme i després l'art pop, al costat de Víctor Pérez Pallarés, Ernest Ibàñez, Albert Coma Estadella, Albert Vives i Jaume Minguell. Fou un dels artistes pioners i més representatius de l'art conceptual català. El seu interès per les arts en general el van portar a treballar en múltiples disciplines des del disseny fins al cinema, passant per la pintura de la qual va fer exposicions arreu del món en ciutats com Ottawa, Johannesburg o Berlín.
Dins del camp del disseny va realitzar tant projectes de grafisme, d'il·lustració com d'interiorisme. Les seves obres es caracteritzen per ser treballs força experimentals tant en el camp de la figuració com en el de l'abstracció. Va rebre nombrosos premis i mencions internacionals. Va col·laborar amb Sílvia Gubern, Carles Riart i Santiago Roqueta en diferents projectes, destacant l'interiorisme de la sala Zeleste, per la qual va dissenyar els llums de taula Babel i Zeleste (1969) fetes d'alabastre, un material poc apreciat que van reivindicar per les seves possibilitats expressives, juntament amb Santiago Roqueta. Va ser coautor de la que es considera la primera obra de videoart realitzada a l'Estat espanyol, Primera mort (1969-1970), juntament amb Antoni Llena, Sílvia Gubern i Jordi Galí. Amic de l'editor Jordi Herralde, va fer moltes de les primeres cobertes dels llibres de l'editorial Anagrama i es va encarregar de la direcció artística de programes de televisió.
Un cop superada la seva etapa al Grup Cogul, Jové desbordà el marc estrictament local i desenvolupà un paper significatiu en l'eclosió dels nous discursos artístics sorgits als Països Catalans a l'empara del Maig del 68, convertint-se en un precoç impulsor de la proliferació de pràctiques que posen en qüestió l'activitat artística com a productora d'objectes en favor dels processos de creació que els fan possibles. Després de la seva participació en accions i treballs premonitoris del conceptualisme català, alguns dels quals mostrà a la Petite Galerie de l'Aliança Francesa de Lleida, Jové s'endinsà, al llarg dels anys 1970, en una línia de treball marcadament metafísica en què destaca l'ús de la fotografia com a element integrador d'una particular iconografia. Des d'aleshores, treballà en múltiples formats, pintura, llibres, pel·lícules, vitralls, instal·lacions, etc., que anaren configurant una de les personalitats més singulars de la plàstica catalana contemporània.
Entre 1989 i 1990, Miquel Molins va recuperar la figura i l'obra de Jové en una exposició a l'Espai 10 de la Fundació Joan Miró que tenia per objectiu mostrar uns anys 1970 no normatius per a la historiografia de l'art d'aquella època. Per bé que Jové ja havia exposat quatre cops a la Sala Vinçon de Barcelona i era un dels representants de la Petite Galerie de Jaume Magre, el que donà un gran ressò a la mostra va ser que l'artista era el protagonista de la pel·lícula Bilbao (1978), de Bigas Luna, amb qui després tornaria a treballar a Angoixa (1987) i Las edades de Lulú (1990), entre d'altres, o Pasión lejana (1986), de Jesús Garay. L'exposició constava de dotze quadres figuratius i abstractes, cadascun d'ells il·luminat per una bombeta que penjava del sostre.
El 2016 va dissenyar un controvertit cartell per a la Festa Major de Lleida, en què es veia la ciutat amb una imatge semblant a la que mostra la càmera d'El Temps de TV3, amb la Seu Vella al fons, desenfocada i una grafia gairebé naïf en colors cridaners. Hi ha obra seva al Museu Jaume Morera de Lleida, com les Polaroid del viatge Lo país de Maialussa, un recorregut per Ponent el 1989 amb Carles Hac Mor i Benet Rossell. Entre les últimes exposicions de Jové, hi ha «Über alles», que es va poder veure al Museu Memorial de l'Exili de la Jonquera el 2021 i amb la qual va plantejar una reflexió sobre la pèrdua de llibertat. Va morir després de patir un ictus a 83 anys a Girona, on feia temps que vivia apartat de la vida pública.

## Obra publicada
- Verb ser (Lumen, 1970)[3]
- Tractat dels ordres arquitectònics (Tusquets, 1971)
- Las portadas de Àngel Jové (en castellà).  Anagrama, 1999, p. 128. ISBN 978-84-339-0784-4.
- Altra volta mossego un tros de pa: Cristòfol - Pavese 1908-2008.  Barcelona: Obra Social la Caixa, 2007. ISBN 978-84-7664-954-1.[11]